# John Nielsen

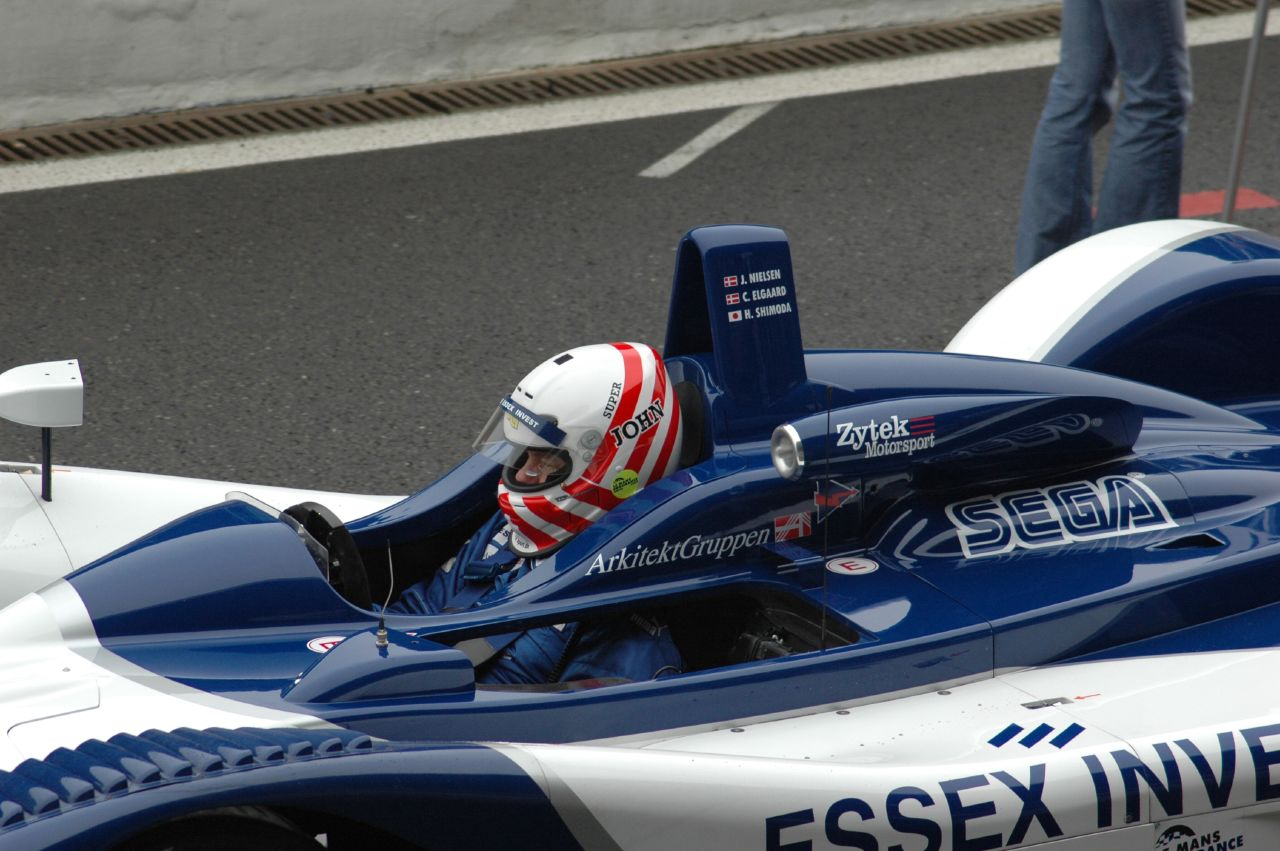
John Nielsen im Siegerwagen der 1000 km von Spa 2005, einem Zytek 06S

John Nielsen (* 7. Februar 1956 in Varde) ist ein ehemaliger dänischer Automobilrennfahrer.

## Karriere
John Nielsen wurde in den 1990er Jahren durch seine Erfolge bei den 24 Stunden von Le Mans in seiner Heimat Dänemark populär. Noch vor Tom Kristensen war er der erste Däne, der den Langstreckenklassiker gewinnen konnte. Vor seinem Wechsel zu den Sportwagen war er im Monoposto einer der besten Nachwuchspiloten seiner Generation. Er gewann 1982 die deutsche Formel-3-Meisterschaft und siegte 1984 beim Formel-3-Rennen in Macao, einer Rennveranstaltung, die viele Piloten als Sprungbrett in die Formel 1 nutzen konnten (ein Jahr davor gewann dort Ayrton Senna). Dennoch schaffte es Nielsen nie in ein Formel-1-Cockpit. 1985 und 1986 fuhr Nielsen für das Ralt-Werksteam in der Formel-3000-Meisterschaft. Er erzielte dort nur einen Sieg: Er gewann den Curaçao Grand Prix 1985 in Willemstad, der nicht zur Meisterschaft zählte.
Im Sportwagen gehört Nielsen seit drei Jahrzehnten zur Spitzenklasse. Achtzehnmal war er bis 2008 in Le Mans am Start. 1990 krönte er seine Karriere mit einem Sieg, am Steuer des Jaguar XJR-12 gewann er zusammen mit Martin Brundle und Price Cobb.

## Statistik

### Le-Mans-Ergebnisse
| Jahr | Team                             | Fahrzeug               | Teamkollege    | Teamkollege        | Platzierung     | Ausfallgrund |
| ---- | -------------------------------- | ---------------------- | -------------- | ------------------ | --------------- | ------------ |
| 1986 | Kouros Racing Team               | Sauber C8              | Mike Thackwell |                    | Ausfall         | Motor        |
| 1987 | Silk Cut Jaguar                  | Jaguar XJR8 LM         | Martin Brundle |                    | Ausfall         | Zylinderkopf |
| 1988 | Silk Cut Jaguar                  | Jaguar XJR9 LM         | Martin Brundle |                    | Ausfall         | Zylinderkopf |
| 1989 | Silk Cut Jaguar                  | Jaguar XJR9 LM         | Andy Wallace   | Price Cobb         | Ausfall         | Zylinderkopf |
| 1990 | Silk Cut Jaguar                  | Jaguar XJR12 LM        | Martin Brundle | Price Cobb         | Gesamtsieg      |              |
| 1991 | Silk Cut Jaguar                  | Jaguar XJR12 LM        | Andy Wallace   | Derek Warwick      | Rang 4          |              |
| 1992 | Porsche Kremer Racing            | Porsche 962 CK6        | Manuel Reuter  | Giovanni Lavaggi   | Rang 7          |              |
| 1993 | TWR Jaguar Racing                | Jaguar XJ220           | David Brabham  | David Coulthard    | Disqualifiziert | Auspuff      |
| 1994 | Seikel Motorsport                | Porsche 968 Turbo RS   | Thomas Bscher  | Lindsay Owen-Jones | Ausfall         | Unfall       |
| 1995 | West Competition                 | McLaren F1 GTR         | Thomas Bscher  | Jochen Mass        | Ausfall         | Unfall       |
| 1996 | David Price Racing               | McLaren F1 GTR         | Thomas Bscher  | Peter Kox          | Rang 4          |              |
| 1998 | Nissan Motorsports International | Nissan R390 GT1        | Michael Krumm  | Franck Lagorce     | Rang 5          |              |
| 2000 | Team Den Bla Avis                | Panoz LMP-1 Roadster S | Klaus Graf     | Mauro Baldi        | nicht klassiert |              |
| 2001 | Team Den Bla Avis                | Dome S101              | Casper Elgaard | Hiroki Katō        | Ausfall         | Motor        |
| 2003 | RN Motorsports Ltd               | DBA 4-03S              | Casper Elgaard | Hayanari Shimoda   | Rang 22         |              |
| 2004 | Lister Racing                    | Lister Storm LMP       | Casper Elgaard | Jens Møller        | Rang 24         |              |
| 2006 | Zytek Engineering                | Zytek 06S              | Casper Elgaard | Philip Andersen    | nicht klassiert |              |
| 2008 | Team Essex                       | Porsche RS Spyder Evo  | Casper Elgaard | Sascha Maassen     | Rang 12         |              |

### Sebring-Ergebnisse
| Jahr | Team                    | Fahrzeug              | Teamkollege      | Teamkollege   | Platzierung | Ausfallgrund    |
| ---- | ----------------------- | --------------------- | ---------------- | ------------- | ----------- | --------------- |
| 1988 | Castrol Jaguar Racing   | Jaguar XJR-9D         | Martin Brundle   | Raul Boesel   | Ausfall     | Motorschaden    |
| 1989 | Castrol Jaguar Racing   | Jaguar XJR-9D         | Price Cobb       |               | Rang 2      |                 |
| 1990 | Castrol Jaguar Racing   | Jaguar XJR-12D        | Price Cobb       |               | Ausfall     | Motorschaden    |
| 1991 | Bud Light Jaguar Racing | Jaguar XJR-12D        | Davy Jones       | Raul Boesel   | Rang 5      |                 |
| 1999 | Panoz Racing            | Panoz Esperante GTR-1 | Johnny O’Connell | Jan Magnussen | Ausfall     | Unfall          |
| 2003 | RN Motorsports          | DBA 4-03S             | Hayanari Shimoda |               | Ausfall     | Getriebeschaden |

### Einzelergebnisse in der Sportwagen-Weltmeisterschaft
| Saison | Team              | Rennwagen     | 1   | 2   | 3   | 4   | 5   | 6   | 7   | 8   | 9   | 10  | 11  |
| ------ | ----------------- | ------------- | --- | --- | --- | --- | --- | --- | --- | --- | --- | --- | --- |
| 1985   | Jaguar            | Jaguar XJR-6  | MUG | MON | SIL | LEM | HOK | MOS | SPA | BRH | FUJ | SEL |     |
| 1985   | Jaguar            | Jaguar XJR-6  |     |     |     |     |     |     |     |     | DNF | 2   |     |
| 1986   | Sauber Motorsport | Sauber C8     | MON | SIL | LEM | NÜN | BRH | JER | NÜR | SPA | FUJ |     |     |
| 1986   | Sauber Motorsport | Sauber C8     | 9   | 8   | DNF |     |     |     |     | 6   |     |     |     |
| 1987   | Jaguar            | Jaguar XJR-8  | JAR | JER | MON | SIL | LEM | NÜN | BRH | NÜR | SPA | FUJ |     |
| 1987   | Jaguar            | Jaguar XJR-8  |     |     | DNF | DNF | DNF |     | 1   |     | 4   | 9   |     |
| 1988   | Jaguar            | Jaguar XJR-9  | JER | JAR | MON | SIL | LEM | BRÜ | BRH | NÜR | SPA | FUJ | SAN |
| 1988   | Jaguar            | Jaguar XJR-9  | 2   | 3   |     |     | DNF | 2   | 1   |     |     |     |     |
| 1989   | Jaguar            | Jaguar XJR-9  | SUZ | DIJ | JAR | BRH | NÜR | DON | SPA | MEX |     |     |     |
| 1989   | Jaguar            | Jaguar XJR-9  | 5   | DNF | 6   | DNF | 5   |     | DNF |     |     |     |     |
| 1991   | Jaguar            | Jaguar XJR-12 | SUZ | MON | SIL | LEM | NÜR | MAG | MEX | AUT |     |     |     |
| 1991   | Jaguar            | Jaguar XJR-12 | 4   |     |     |     |     |     |     |     |     |     |     |
| 1992   | Kremer Racing     | Porsche 962   | MON | SIL | LEM | DON | SUZ | MAG |     |     |     |     |     |
| 1992   | Kremer Racing     | Porsche 962   | 7   |     |     |     |     |     |     |     |     |     |     |